# Essence Engine
Essence Engine је покретач игре развијен од стране Relic Entertainment за видео игру Company of Heroes.

## Карактеристике
Essence Engine представља много нових графичких ефеката, укључујући и High Dynamic Range осветљење, динамичко осветљење и сенке, напредније нијансе ефеката и "нормално мапирање". Essence Engine је такође један од првих RTS покретача који је могао да створи "детаљна" лица са анимацијама тих истих лица.
Унутар Company of Heroes: Opposing Fronts, Essence Engine је додатно побољшан да обухвати временске утицаје, и такође је додата подршка за DirectX 10 на Windows Vista.
Dawn of War II користи напреднију верзију Essence Engine (Essence 2.0) који омогућава још више детаља самих модела и текстура; напредније осветљење и ефектне нијансе; сложеније "sync-kills" него они унутар Dawn of War; и бољу подршку за multi-processor systems (системи мултипроцесора)
Company of Heroes 2 је прва игра која користи трећу генерацију Essence Engine (Essence 3.0) који има DirectX 11 подршку. Побољшања на покретачу садржана у игри укључују нови "line-of-sight" (линија погледа) технологију, "TrueSight", која има за циљ да боље опонаша видљивост војника у "правој" борби. За разлику од традиционалне видљивости , TrueSight тачније представља видљивост јединица на основу услова животне средине и типу уређаја. Essence 3.0 такође укључује технологију симулације времена познату као ColdTech која омогућава реалне препреке и уништиво окружење.

## Игре које користе Essence Engine

### Essence v1.0
| Назив                              | Датум изласка                           |
| ---------------------------------- | --------------------------------------- |
| Company of Heroes                  | 12. септембар, 2006 29. септембар, 2006 |
| Company of Heroes: Opposing Fronts | 25. септембар, 2007 28. септембар, 2007 |
| Company of Heroes: Tales of Valor  | 9. април, 2009                          |
| Company of Heroes Online           | 2. септембар, 2010                      |

### Essence v2.0
| Назив                                           | Датум изласка                       |
| ----------------------------------------------- | ----------------------------------- |
| Warhammer 40,000: Dawn of War II                | 19. фебруар, 2009 20. фебруар, 2009 |
| Warhammer 40,000: Dawn of War II – Chaos Rising | 11. март, 2010 12. март, 2010       |
| Warhammer 40,000: Dawn of War II – Retribution  | 1. март, 2011                       |

### Essence v3.0
| Назив               | Датум изласка |
| ------------------- | ------------- |
| Company of Heroes 2 | 25. јун, 2013 |